# Ironman de Pucón
El Ironman 70.3 de Pucón (patrocinado por Subaru) es una carrera de Medio Ironman (Half Ironman) llevada a cabo anualmente en la ciudad de Pucón,  Región de La Araucanía, Chile, los primeros días del mes de enero.

## Historia
En 1984 se realiza el primer triatlón en Chile, en Laguna Carén en la ciudad de Santiago, bajo la dirección de Rafael Quiroga y José Luis Koifman, logrando alcanzar los 150 inscritos. El ganador fue Eduardo Valenzuela, seguido de Paolo Zanguellini y el tercer lugar lo obtuvo Cristián Bustos. En la categoría damas la vencedora fue Claudia Cortés.   
En 1986 la Triatlón de Santiago tuvo incluso participantes extranjeros partiendo con 800 metros de nado en Rungue, 53 de ciclismo y 12 de trote, terminando en el Hotel Sheraton. Debido a este éxito el Gerente de Ventas del Hotel Pucón manifiesta su intención de trasladar esta prueba a la ciudad del sur, lo que se concreta en febrero de 1987 con la disputa de la primera edición del Triatlón de Pucón, fueron 600 metros de nado, 20 km de ciclismo y 7 km de trote. Vencedor en esta primera versión fue Cristián Bustos seguido de Paolo Zanguellini y Mario Fava.
Iniciado en el año 1987, bajo la distancia Sprint (750 m de natación, 20 km de ciclismo y 5 km de trote), en 1988 el reportero norteamericano C.J. Olivares, escribió para la revista Thriatlete Magazine, acerca del evento y la belleza del entorno que lo rodeaba, y como había cautivado a los competidores que año a año competían por la belleza de los parajes. Sin embargo era difícil captar la participación de triatletas internacionales, se aumentaron las distancias a 1.600 m de natación, 64 km de ciclismo y 16 km de trote, y con la participación del legendario y seis veces ganador del Ironman de Hawái, Mark Allen, la prueba atrajo la atención mundial y la llegada de destacados triatletas al evento como los estadounidenses Scott Tinley dos veces ganador en Hawái, Ken Glah, Chris McCormack, Peter Raid, Cameron Widoff, Tony DeBoom, Michael Lovato, el británico Simon Lessing, los argentinos Oscar Galíndez, Eduardo Sturla el italo-argentino Daniel Fontana, los brasileños Leandro Macedo y Reinaldo Colucci, y el chileno Cristián Bustos.
Entre las mujeres destacan Lori Bowden, Heather Fuhr, Paula Newby-Fraser, Joanne King, Sian Welch, Wendy Ingraham, la canadiense Lisa Bentley ganadora en seis ocasiones, y las chilenas Claudia Cortés, Bárbara Riveros y Valentina Carvallo.
En 2001 se adoptan las distancias de 1.900 metros de natación, 90 km de ciclismo, y 21 km de pedestrismo, pasando a ser el primer triatlón realizado en Chile bajo el formato de "Medio Ironman" (Half Ironman).
En el año 2007, esta carrera paso a formar parte del circuito mundial del Ironman, pasando a llamarse Ironman 70.3 Pucón Chile , lo que significa que este evento formara parte de los 20 fechas del circuito mundial que finaliza con Ironman de Florida en USA, entregando 30 cupos para el Campeonato Mundial de Clearwater. Se espera que aumenten la cantidad de competidores en los siguientes años, sobre todo de triatletas profesionales.
La versión del año 2020, que debía realizarse el domingo 12 de enero, fue cancelada por la organización en atención a la situación del país producto de las movilizaciones sociales, anunciándose como nueva fecha el 10 de enero de 2021.

### Distancias
Las distancias disputadas en natación en aguas abiertas, ciclismo y carrera a pie en el Ironman de Pucón tanto para hombres como para mujeres, han sido las siguientes:
| Edición   | Natación | Ciclismo | Trote |
| 1987      | 0.6 km   | 20 km    | 7 km  |
| 1988–1994 | 1.6 km   | 64 km    | 16 km |
| 1995–1996 | 1.6 km   | 50 km    | 14 km |
| 1998–2000 | 1.6 km   | 64 km    | 16 km |
| 2001–2023 | 1.9 km   | 90 km    | 21 km |

## Palmarés varones
mejor registro de la competencia desde 2001
| Edición | Año  | Ganador                                            | Tiempo                                             | Segundo                                            | Tiempo                                             | Tercero                                            | Tiempo                                             | Ref                                                |
| 1°      | 1987 | Cristián Bustos                                    |                                                    | Paolo Zanguellini                                  |                                                    | Mario Fava (Padre)                                 |                                                    | --                                                 |
| 2°      | 1988 | Cristián Bustos                                    | 1:27:15                                            | Pablo Droguett                                     | 1:27:34                                            | Paolo Zanguellini                                  | 1:30:56                                            | --                                                 |
| 3°      | 1989 | Mark Allen                                         | 3:02:12                                            | Mario Rubín                                        | 3:10:53                                            | Cristián Bustos                                    | 3:13:23                                            | --                                                 |
| 4°      | 1990 | Mark Allen                                         | 3:01:06                                            | Cristián Bustos                                    | 3:02:30                                            | Ricardo González                                   | 3:08:28                                            | --                                                 |
| 5°      | 1991 | Cristián Bustos                                    | 2:54:42                                            | Leandro Macedo                                     | 2:56:06                                            | Andrew McNaughton                                  | 3:00:45                                            | --                                                 |
| 6°      | 1992 | Cristián Bustos                                    | 2:52:55                                            | Scott Tinley                                       | 2:54:19                                            | Mark Allen                                         | 2:55:54                                            | --                                                 |
| 7°      | 1993 | Cristián Bustos                                    | 2:47:57                                            | Oscar Galíndez                                     | 2:58:40                                            | Scott Tinley                                       | 2:59:33                                            | --                                                 |
| 8°      | 1994 | Simon Lessing                                      |                                                    | Ken Glah                                           |                                                    | Mark Allen                                         |                                                    | --                                                 |
| 9°      | 1995 | Mark Allen                                         | 2:21:32                                            | Cristián Bustos                                    | 2:21:49                                            | Eduardo Araya                                      | 2:26:49                                            | --                                                 |
| 10°     | 1996 | Simon Lessing                                      | 2:15:17                                            | Oscar Galíndez                                     | 2:16:13                                            | Ricardo González                                   | 2:23:35                                            | --                                                 |
| ---     | 1997 | Edición no disputada                               | Edición no disputada                               | Edición no disputada                               | Edición no disputada                               | Edición no disputada                               | Edición no disputada                               | Edición no disputada                               |
| 11°     | 1998 | Oscar Galíndez                                     | 2:53:24                                            | Cristián Bustos                                    | 2:55:52                                            | Jimmy Riccitello                                   | 2:57:06                                            | --                                                 |
| 12°     | 1999 | Chris Legh                                         | 2:42:25                                            | Matías Brain                                       | 2:47:43                                            | Peter Reid                                         | 2:48:05                                            |                                                    |
| 13°     | 2000 | Chris Legh                                         | 2:56:18                                            | Tony DeBoom                                        | 2:57:57                                            | Matías Brain                                       | 2:58:33                                            | --                                                 |
| 14°     | 2001 | Ken Glah                                           | 3:50:30                                            | Chris Legh                                         | 3:52:45                                            | Tim DeBoom                                         | 3:54:48                                            | --                                                 |
| 15°     | 2002 | Craig Walton                                       | 4:05:52                                            | Ken Glah                                           | 4:07:30                                            | Eduardo Martín Sturla                              | 4:10:11                                            | [ 5 ]                                              |
| 16°     | 2003 | Oscar Galíndez                                     | 4:00:15                                            | Chris McCormack                                    | 4:04:08                                            | Eduardo Martín Sturla                              | 4:07:22                                            | [ 6 ]                                              |
| 17°     | 2004 | Oscar Galíndez                                     | 4:00:13                                            | Chris McCormack                                    | 4:03:07                                            | Cristián Bustos                                    | 4:07:08                                            | [ 7 ]                                              |
| 18°     | 2005 | Daniel Fontana                                     | 4:02:28                                            | Chris McCormack                                    | 4:03:57                                            | Oscar Galíndez                                     | 4:05:17                                            | [ 8 ]                                              |
| 19°     | 2006 | Oscar Galíndez                                     | 3:58:20                                            | Chris McCormack                                    | 4:08:29                                            | Reinaldo Colucci                                   | 4:09:56                                            | [ 9 ]                                              |
| 20°     | 2007 | Oscar Galíndez                                     | 3:58:57                                            | Santiago Ascenço                                   | 4:05:56                                            | Cameron Widoff                                     | 4:09:23                                            | [ 10 ]                                             |
| 21°     | 2008 | Reinaldo Colucci                                   | 4:00:25                                            | Oscar Galíndez                                     | 4:03:25                                            | Santiago Ascenço                                   | 4:07:43                                            | [ 11 ]                                             |
| 22°     | 2009 | Oscar Galíndez                                     | 3:57:26                                            | Reinaldo Colucci                                   | 3:59:21                                            | Daniel Fontana                                     | 4:01:53                                            | [ 12 ]                                             |
| 23°     | 2010 | Reinaldo Colucci                                   | 3:52:38                                            | Daniel Fontana                                     | 3:54:26                                            | Oscar Galíndez                                     | 3:57:53                                            | [ 13 ]                                             |
| 24°     | 2011 | Daniel Fontana                                     | 3:52:59                                            | Reinaldo Colucci                                   | 3:56:24                                            | Oscar Galíndez                                     | 3:57:17                                            | [ 14 ]                                             |
| 25°     | 2012 | Guilherme Manocchio                                | 4:01:59                                            | Santiago Ascenço                                   | 4:06:32                                            | Michael Lovato                                     | 4:07:15                                            | --                                                 |
| 26°     | 2013 | Reinaldo Colucci                                   | 4:04:12                                            | Daniel Fontana                                     | 4:04:15                                            | Felipe Van de Wyngard                              | 4:08:43                                            | --                                                 |
| 27°     | 2014 | Reinaldo Colucci                                   | 3:58:20                                            | Felipe Barraza                                     | 4:00:19                                            | Paul Matthews                                      | 4:01:00                                            | [ 15 ]                                             |
| 28°     | 2015 | Richie Cunningham                                  | 3:59:33                                            | Felipe Barraza                                     | 4:00:53                                            | Mario De Elías                                     | 4:04:27                                            | [ 16 ]                                             |
| 29°     | 2016 | Benjamín Collins                                   | 3:59:03                                            | Guilherme Manocchio                                | 4:03:26                                            | Felipe Barraza                                     | 4:04:46                                            | [ 17 ]                                             |
| 30°     | 2017 | Lionel Sanders                                     | 4:00:07                                            | Felipe Barraza                                     | 4:06:04                                            | Luciano Taccone                                    | 4:06:09                                            | [ 18 ]                                             |
| 31°     | 2018 | Lionel Sanders                                     | 3:48:43                                            | Mauricio Méndez                                    | 3:56:50                                            | Felipe Barraza                                     | 3:58:58                                            | [ 19 ]                                             |
| 32°     | 2019 | Santiago Ascenço                                   | 3:59:33                                            | Andrew Potts                                       | 4:02:45                                            | Felipe Barraza                                     | 4:04:47                                            | [ 20 ]                                             |
| ---     | 2020 | Edición cancelada                                  | Edición cancelada                                  | Edición cancelada                                  | Edición cancelada                                  | Edición cancelada                                  | Edición cancelada                                  | Edición cancelada                                  |
| ---     | 2021 | Edición cancelada debido a la Pandemia de COVID-19 | Edición cancelada debido a la Pandemia de COVID-19 | Edición cancelada debido a la Pandemia de COVID-19 | Edición cancelada debido a la Pandemia de COVID-19 | Edición cancelada debido a la Pandemia de COVID-19 | Edición cancelada debido a la Pandemia de COVID-19 | Edición cancelada debido a la Pandemia de COVID-19 |
| 33°     | 2022 | Javier Gómez Noya                                  | 3:50:54                                            | Luciano Taccone                                    | 3:52:51                                            | Reinaldo Colucci                                   | 3:58:12                                            | [ 21 ] [ 22 ]                                      |
| 34°     | 2023 | Antonio Benito                                     | 3:55:13                                            | Martín Ulloa                                       | 3:59:20                                            | Marc Dubrick                                       | 4:00:00                                            | [ 23 ]                                             |
| 35°     | 2024 | Sam Long                                           | 3:46:31                                            | Luciano Taccone                                    | 3:53:11                                            | Martín Ulloa                                       | 3:53:40                                            | [ 24 ]                                             |
| 36°     | 2025 | Tyler Mislawchuk                                   | 3:47:40                                            | Jason West                                         | 3:49:08                                            | Manoel Messias                                     | 3:50:16                                            | [ 25 ]                                             |

### Los más ganadores

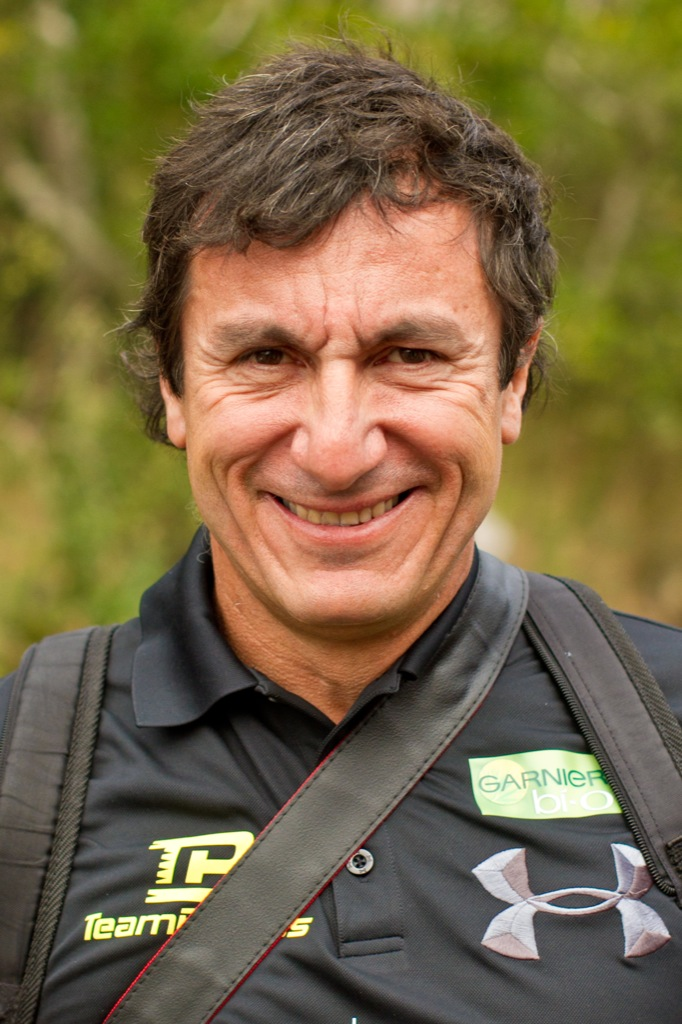
Cristián Bustos cinco veces vencedor en Pucón.

| Atleta           | Ganador | Años ganador                       |
| ---------------- | ------- | ---------------------------------- |
| Oscar Galíndez   | 6       | 1998, 2003, 2004, 2006, 2007, 2009 |
| Cristián Bustos  | 5       | 1987, 1988, 1991, 1992, 1993       |
| Reinaldo Colucci | 4       | 2008, 2010, 2013, 2014             |
| Mark Allen       | 3       | 1989, 1990, 1995                   |
| Simon Lessing    | 2       | 1994, 1996                         |
| Chris Legh       | 2       | 1999, 2000                         |
| Daniel Fontana   | 2       | 2005, 2011                         |
| Lionel Sanders   | 2       | 2017, 2018                         |

## Palmarés damas

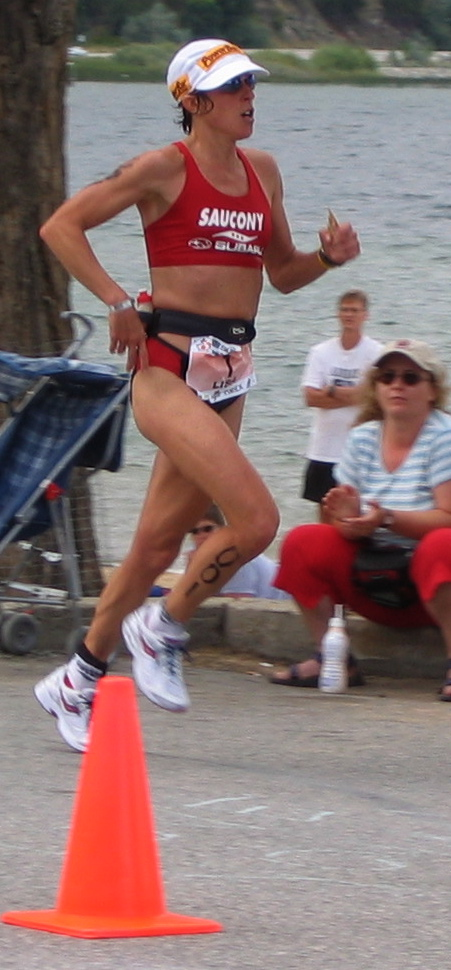
Lisa Bentley seis veces ganadora en Pucón.

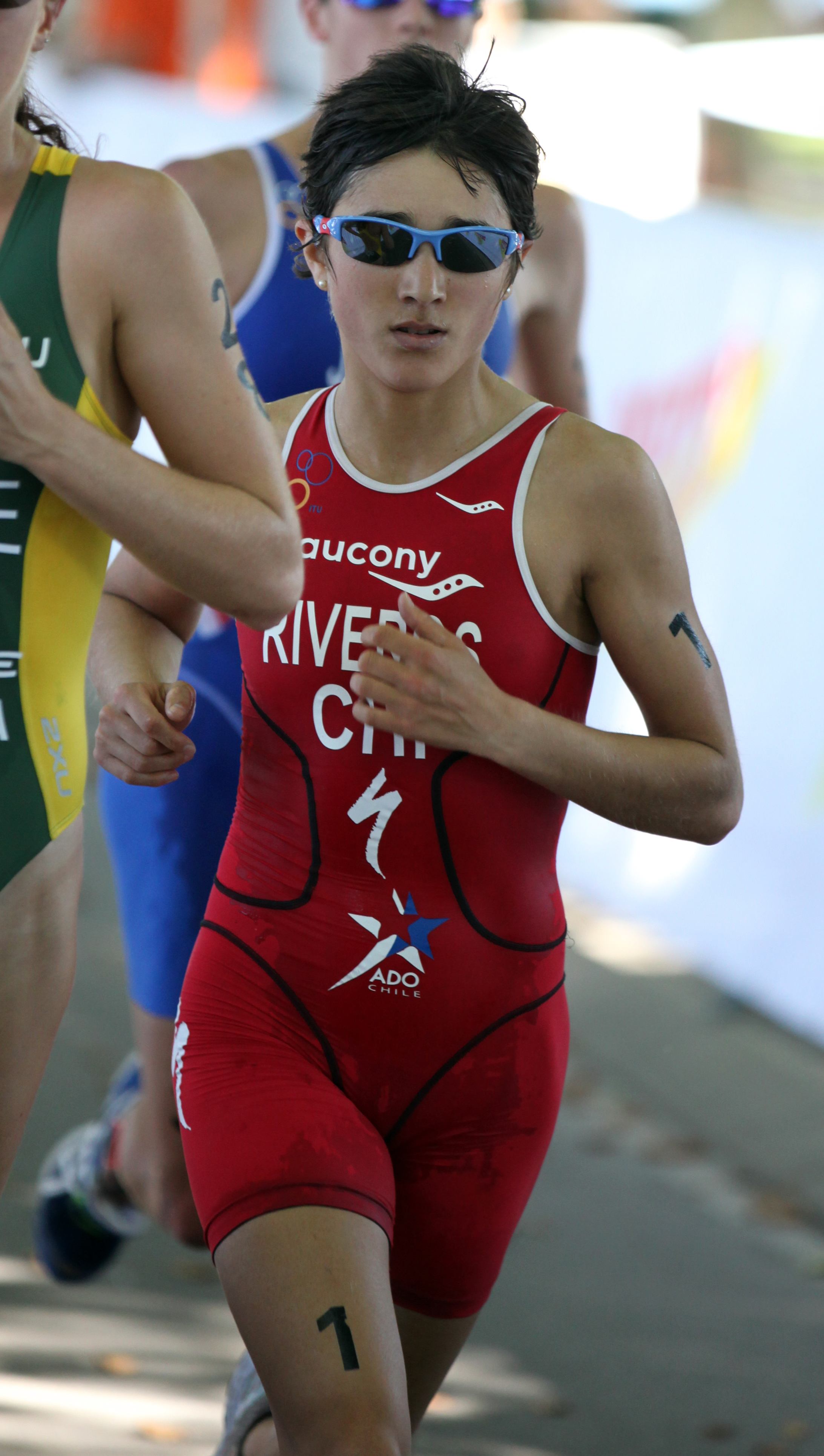
Bárbara Riveros seis veces ganadora en Pucón.

mejor registro de la competencia desde la edición de 2001
| Edición | Año  | Ganadora                                           | Tiempo                                             | Segundo lugar                                      | Tercer lugar                                       |
| 1°      | 1987 | No se disputó la categoría damas                   | No se disputó la categoría damas                   | No se disputó la categoría damas                   | No se disputó la categoría damas                   |
| 2°      | 1988 | Ingrid Paola Ramos                                 | 1:50:10                                            | Claudia Seguel                                     | Hilda Rojas                                        |
| 3°      | 1989 | Laura López                                        | 3:57:42                                            | Claudia Seguel                                     | Bandera de ?                                       |
| 4°      | 1990 | Fernanda Keller                                    | 3:35:42                                            | Claudia Cortés                                     | Julie Moss                                         |
| 5°      | 1991 | Liz Downing                                        | 3:25:57                                            | Terri Smith                                        | Claudia Cortés                                     |
| 6°      | 1992 | Carol Montgomery                                   | 3:16:55                                            | Terri Smith                                        | Laurie Samuelson                                   |
| 7°      | 1993 | Liz Downing                                        | 3:20:29                                            | Lucero de Vivanco                                  | Elina Urbano                                       |
| 8°      | 1994 | Wendy Ingraham                                     |                                                    | Paula Newby-Fraser                                 | Liz Downing                                        |
| 9°      | 1995 | Wendy Ingraham                                     | 2:42:45                                            | Claudia Cortés                                     | Heather Fuhr                                       |
| 10°     | 1996 | Siri Lindley                                       | 2:40:24                                            | Kerstin Weulf                                      | María Luisa Martínez                               |
| ---     | 1997 | Edición no disputada                               | Edición no disputada                               | Edición no disputada                               | Edición no disputada                               |
| 11°     | 1998 | Jill Newman                                        |                                                    | Claudia Cortés                                     | Bandera de ?                                       |
| 12°     | 1999 | Heather Fuhr                                       | 3:06:43                                            | Jill Newman                                        | Bernardita Gras                                    |
| 13°     | 2000 | Sian Welch                                         | 3:14:38                                            | Lori Bowden                                        | Bernardita Gras                                    |
| 14°     | 2001 | Joanne King                                        | 4:21:56                                            | Nicole de Boom                                     | Bárbara Buenahora                                  |
| 15°     | 2002 | Lisa Bentley                                       | 4:46:41                                            | Joanne King                                        | Bárbara Buenahora                                  |
| 16°     | 2003 | Lisa Bentley                                       | 4:35:23                                            | Heather Gollnick                                   | Bárbara Buenahora                                  |
| 17°     | 2004 | Lisa Bentley                                       | 4:40:04                                            | Bárbara Buenahora                                  | Agnes Kay Eppers                                   |
| 18°     | 2005 | Lisa Bentley                                       | 4:33:21                                            | Bárbara Buenahora                                  | Julieta Solanas                                    |
| 19°     | 2006 | Lisa Bentley                                       | 4:30:13                                            | Erika Csomor                                       | Susan Williams                                     |
| 20°     | 2007 | Lisa Bentley                                       | 4:28:49                                            | Heather Gollnick                                   | Kim Loeffler                                       |
| 21°     | 2008 | Heather Gollnick                                   | 4:37:10                                            | Linsey Corbin                                      | Tereza Macel                                       |
| 22°     | 2009 | Heather Gollnick                                   | 4:28:58                                            | Linsey Corbin                                      | Amanda Stevens                                     |
| 23°     | 2010 | Amanda Lovato                                      | 4:36:10                                            | Heather Gollnick                                   | Tereza Macel                                       |
| 24°     | 2011 | Linsey Corbin                                      | 4:15:42 *                                          | Kim Loeffler                                       | Heather Gollnick                                   |
| 25°     | 2012 | Carla Stampfli                                     | 4:38:03                                            | Valentina Carvallo                                 | Heather Gollnick                                   |
| 26°     | 2013 | Valentina Carvallo                                 | 4:39:43                                            | Sarah Piampiano                                    | Silvia Fusco                                       |
| 27°     | 2014 | Valentina Carvallo                                 | 4:37:26                                            | Sarah Piampiano                                    | Dede Griesbauer                                    |
| 28°     | 2015 | Bárbara Riveros                                    | 4:30:11                                            | Valentina Carvallo                                 | Heather Jackson                                    |
| 29°     | 2016 | Bárbara Riveros                                    | 4:37:03                                            | Rachel Joyce                                       | Valentina Carvallo                                 |
| 30°     | 2017 | Bárbara Riveros                                    | 4:36:09                                            | Alicia Kaye                                        | Haley Chura                                        |
| 31°     | 2018 | Bárbara Riveros                                    | 4:18:52                                            | Elizabeth Salthouse                                | Valentina Carvallo                                 |
| 32°     | 2019 | Bárbara Riveros                                    | 4:30:07                                            | Alicia Kaye                                        | Macarena Salazar                                   |
| ---     | 2020 | Edición cancelada                                  | Edición cancelada                                  | Edición cancelada                                  | Edición cancelada                                  |
| ---     | 2021 | Edición cancelada debido a la Pandemia de COVID-19 | Edición cancelada debido a la Pandemia de COVID-19 | Edición cancelada debido a la Pandemia de COVID-19 | Edición cancelada debido a la Pandemia de COVID-19 |
| 33°     | 2022 | Luisa Baptista                                     | 4:17:12                                            | Bárbara Riveros                                    | Romina Palacio                                     |
| 34°     | 2023 | Bárbara Riveros                                    | 4:26:48                                            | Romina Biagioli                                    | Brittany Higgins                                   |
| 35°     | 2024 | Marta Sánchez                                      | 4:19:18                                            | Elizabeth Bravo                                    | Bárbara Riveros                                    |
| 36°     | 2025 | Cecilia Pérez                                      | 4:27:09                                            | Macarena Salazar                                   | Francisca Garrido                                  |

(*) En 2011 se suprimió la competencia de nado debido a condiciones adversas, la organización determinó realizar una duatlón, y sumó cinco kilómetros de trote a los 21 presupuestados, con lo que se corrieron 26 km de trote más los 90 kilómetros de bicicleta.

### Las más ganadoras
| Atleta             | Ganador | Años ganadora                      |
| ------------------ | ------- | ---------------------------------- |
| Lisa Bentley       | 6       | 2002, 2003, 2004, 2005, 2006, 2007 |
| Bárbara Riveros    | 6       | 2015, 2016, 2017, 2018, 2019, 2023 |
| Liz Downing        | 2       | 1991, 1993                         |
| Wendy Ingraham     | 2       | 1994, 1995                         |
| Heather Gollnick   | 2       | 2008, 2009                         |
| Valentina Carvallo | 2       | 2013, 2014                         |